# 시셀 쉬르세뵈
시셀 쉬르세뵈 (Sissel Kyrkjebø, 노르웨이식 발음: [ˈsɪ̀sːl̩ ˈçʏ̀ʁçəˌbøː])는 1969년 6월 24일 출생한 노르웨이 소프라노이다. 단순히 시셀로 불리며 시셀 슈사바(영어식 발음)로도 널리 알려져 있다. 시셀 쉬르세뵈는 교회의 언덕이라는 뜻이다.
시셀은 세계 최고의 크로스 오버 소프라노 중 하나로 간주된다. 그의 음악 스타일은 팝 녹음과 민요에서 클래식 보컬과 오페라 아리아에 이르기까지 다양하다. 그녀는 생상의 오페라 '삼손과 데릴라'의 아리아 Mon cœur s'ouvre à ta voix 와 같은 메조-소프라노 음정부터 소프라노 C 위의 F 내츄럴에 이르기까지 넓은 보컬 범위를 가지고 있다. 그녀는 주로 영어와 노르웨이어로 노래를 부르지만, 스웨덴어, 덴마크어, 아일랜드어, 이탈리아어, 프랑스어, 러시아어, 아이슬란드어, 페로어, 독일어, 나폴리어, 마오리어, 일본어, 라틴어로도 노래를 불렀다.
그녀는 노르웨이 릴레함메르에서 개최된 1994년 동계 올림픽 개막식과 폐막식에서 올림픽 찬송가 (Hymne Olympique)를 부르는 것으로 유명하다.
시셀은 2007년 12월 6일 몰몬 태버 내클 합창단과의 콜라보로 미국 그래미상 후보에 처음 지명되었다. 템플 스퀘어에서 열린 합창단의 2006년 크리스마스 콘서트 노래 모음 인 Spirit of the Season 은 'Best Classical Crossover Album of the Year'와 'Best Engineered Classical Album'에 지명되었다.
시셀의 솔로 음반 판매량 (사운드 트랙 및 시셀이 참여한 기타 앨범 제외)은 1000만 장의 앨범이 판매되었으며, 대부분의 엘범은 인구 500만의 노르웨이에서 팔렸다. 이외의 스웨덴, 덴마크, 일본 등지에서도 잘 팔렸다.